# Beočin (općina)
Općina Beočin se nalazi u Vojvodini, u Južnobački okrugu. Nalazi se na sjeveru Srijema, između Dunava i Fruške gore, na teritoriju od 186 km². Administrativno sjedište i najveće mjesto općine je Beočin. U općini živi 16.068 stanovnika.

## Naseljena mjesta
- Banoštor
- Beočin (Beočin selo)
- Grabovo
- Lug
- Rakovac (Stari Rakovac, Šakotinac)
- Sviloš
- Susek
- Čerević

## Stanovništvo
Etnička struktura općine (prema popisu iz 2002. godine):
- Srbi (68.17%)
- Romi (6.51%)
- Slovaci (5.96%)
- Jugoslaveni(5.35%)
- Hrvati (4.70%)
- Mađari (1.79%)
- ostali (7.52%)